# Luis Gabelo Conejo
Luis Gabelo Conejo Jiménez (* 1. leden 1960, San Ramón) je bývalý kostarický fotbalista, brankář.
V dresu kostarické reprezentace hrál na mistrovství světa v Itálii roku 1990 (kde byla Kostarika vyřazena v osmifinále Československem). Na tomto šampionátu byl federací FIFA zařazen i do all-stars týmu. Hrál i na Mistrovství střední a severní Ameriky (Zlatý pohár CONCACAF) roku 1991, kde Kostaričané obsadili 4. místo. Celkem za národní tým odehrál 30 utkání.
Mezinárodní federace fotbalových historiků a statistiků ho vyhlásila nejlepším kostarickým brankářem 20. století a druhým nejlepším brankářem severní a střední Ameriky 20. století. Vyhlásila ho též třetím nejlepším světovým gólmanem roku 1990.